# Hypophthalmus
Hypophthalmus é um gênero de peixes sul-americanos de água doce.

## Espécies
- Hypophthalmus edentatus Spix & Agassiz, 1829
- Hypophthalmus fimbriatus Kner, 1857
- Hypophthalmus marginatus Valenciennes, 1840
- Hypophthalmus oremaculatus Nani & Fuster, 1947 [2]